# Michail Korenevski
Michail Sergejevitsj Korenevski (Russisch: Михаил Сергеевич Кореневский) (1955) is een Russische Internationaal Grootmeester dammen die op 10-jarige leeftijd in Sint-Petersburg begon met dammen en op 15-jarige leeftijd Meester in de Sport werd.
Hij werd kampioen van de Sovjet-Unie in 1979 en 1987 en eindigde bij zijn eenmalige deelname aan het Europees kampioenschap in 1987 in Moskou op de 5e plaats met 18 punten uit 13 partijen.
Hij nam 5x deel aan het wereldkampioenschap met als beste prestaties de 3e plaats in 1984 en 1986. 

## Deelname aan hetwereldkampioenschap
| Jaar | Locatie    | Klassering | Score | W-R-V  |
| ---- | ---------- | ---------- | ----- | ------ |
| 1978 | Arco       | ged. 4     | 11-13 | 2-9-0  |
| 1980 | Bamako     | ged. 4     | 21-28 | 7-14-0 |
| 1984 | Dakar      | 3          | 19-24 | 5-14-0 |
| 1986 | Groningen  | 3          | 19-25 | 6-13-0 |
| 1988 | Paramaribo | ged. 6     | 19-24 | 5-14-0 |